# Маршовиці (Нижньосілезьке воєводство)
Маршовиці (пол. Marszowice) — село в Польщі, у гміні Олава Олавського повіту Нижньосілезького воєводства.
Населення — 244 особи (2011).
У 1975-1998 роках село належало до Вроцлавського воєводства.

## Демографія
Демографічна структура станом на 31 березня 2011 року:
|          | Загалом | Допрацездатний вік | Працездатний вік | Постпрацездатний вік |
| -------- | ------- | ------------------ | ---------------- | -------------------- |
| Чоловіки | 122     | 18                 | 91               | 13                   |
| Жінки    | 122     | 24                 | 69               | 29                   |
| Разом    | 244     | 42                 | 160              | 42                   |